# Rehabilitation International
Rehabilitation International (RI) ist eine im Jahr 1922 gegründete, internationale Organisation, die sich mit Behindertenrechten befasst.
Es gibt mehr als 700 Mitgliedsorganisationen in 90 Ländern. Ihr Sitz befindet sich in New York City, USA. Seit 1999 ist das Hauptanliegen eine UN Disability Convention anzulegen. RI veröffentlicht den regelmäßig erscheinenden International Rehabilitation Review. 
Deutsche Vertreter bzw. Mitglieder bei Rehabilitation International sind bzw. waren Martin Schmollinger (DVfR) und Rainer Diehl.